# Гетероцисты
Гетероциты, или гетероцисты—  дифференцированные клетки нитчатых цианобактерий, осуществляющие азотфиксацию. При недостатке соединений азота в среде они появляются регулярно вдоль трихомы из вегетативных клеток и акинет. Цианобактерии — фототрофы, осуществляющие оксигенный фотосинтез, однако кислород, атмосферный и выделяемый при фотосинтезе, ингибирует фермент нитрогеназу, необходимую для азотфиксации, поэтому у нитчатых цианобактерий в процессе эволюции возникли специализированные клетки для азотфиксации.

## Особенности строения
Гетероциты обычно неспособны к делению и росту. В них разрушается фотосистема II, соответственно, не идёт фотосинтез и не образуется внутренний кислород.
От внешнего молекулярного кислорода гетероциты защищены двумя толстыми дополнительными оболочками. Внутренняя состоит из гидроксилированных гликолипидов, наружная — из полисахаридов.
Для гетероцит отмечена высокая оксидазная активность, нейтрализующая прошедший кислород.
При дифференцировке активируется нитрогеназный комплекс (НГ) и начинается усвоение молекулярного азота. Гетероциты связаны с соседними клетками в трихоме с помощью плазмодесм, по которым идёт транспорт связанного азота из гетероциты, а органических соединений в неё.
Показано, что у некоторых видов Anabaena гетероциты выделяют специфические пептиды и углеводы, привлекающие гетеротрофных бактерий. Гетеротрофные бактерии, обладая высокой дыхательной активностью, «уничтожают» весь кислород вокруг гетероциты, создавая анаэробные условия. Это увеличивает продуктивность работы нитрогеназы.

## Обмен веществом между гетероцитой и вегетативными клетками

Схема обмена веществом между гетероцистой и вегетативными клетками.

В гетероците молекулярный азот с помощью нитрогеназы переводится в аммоний, затем при участии глутаминсинтазы (ГС) аммоний с глутаматом превращаются в глутамин. Поскольку глутаматсинтаза (ГОГАТ) в основном представлена в вегетативных клетках, образованный глутамин передается туда из гетероцит, где он посредством ГОГАТ превращается в глутамат. В результате этой реакции из альфа-кетоглутарата и глутамина образуются две молекулы глутамата, одна из которых остается в вегетативной клетке и идет в метаболизм, а другая поступает из вегетативной клетки в гетероциту, замыкая цикл.
Из глутамата и глутамина образуются остальные аминокислоты в вегетативных клетках. Связанный азот запасается в цианофициновых гранулах. Цианофицин — это сополимер аргинина и аспартата.
Усваиваемый атмосферный углерод при фотосинтезе в вегетативных клетках переходит в органическую форму — глюкозу, которая может метаболизироваться до пирувата, из последнего — изоцитрат в цикле трикарбоновых кислот. Углевод (глюкоза/сахароза), поступая в гетероциту, окисляется в пентозофосфатном цикле до углекислоты. При этом образуется восстановительный потенциал и ионы водорода, необходимые для синтеза аммония из молекулярного азота. В гетероцитах обнаружена инвертаза, разлагающая сахарозу на глюкозу и фруктозу. Изоцитрат с помощью изоцитратдегидрогеназы (ИДГ) преобразуется в α-кетоглутарат.

## Регуляция образования гетероцит
Дифференцировка клетки трихома в сторону образования гетероциты контролируется NtcA ДНК-связывающим белком, при этом повышается экспрессия гена hetR. Его действие модулируют продукты генов hetF и patA. Этот процесс может ингибироваться наличием аммония в среде. Продукт гена hetR может вызывать дифференцировку соседних вегетативных клеток трихомы.